# Algemene wet op het binnentreden
De Algemene wet op het binnentreden is een Nederlandse wet waarin beschreven staat welke personen onder bepaalde omstandigheden een pand mogen binnentreden of een machtiging mogen geven hiervoor. Dit wordt vaak verward met een huiszoeking. Samengevat bepaalt de wet dat voor het binnentreden van een woning een schriftelijke machtiging nodig is tenzij er een onmiddellijke noodzaak voor binnentreding is. Deze onmiddellijke noodzaak staat omschreven als:

"ter voorkoming of bestrijding van ernstig en onmiddellijk gevaar voor de veiligheid van personen of goederen terstond in de woning moet worden binnengetreden".
Deze machtiging mag uitsluitend uitgegeven worden door:
- De advocaat-generaal bij het Ressortsparket
- De officier van justitie
- De hulpofficier van justitie. Een hulpofficier van justitie is meestal een politieman, hetgeen betekent dat in de praktijk de politieorganisatie goedkeuring aan zichzelf kan geven.
- Een burgemeester kan een machtiging uitgeven voor andere doeleinden dan strafvordering, dit laatste is dus voorbehouden aan de hierboven genoemde personen.

Het geven van een machtiging is slechts dan toegestaan als het te bereiken doel dit redelijkerwijs vereist. De machtiging geldt indien nodig voor ten hoogste drie andere afzonderlijk te noemen woningen. Als tussen middernacht en 6 uur 's ochtends binnentreding noodzakelijk is dan mag dit slechts bij een dringende noodzaak, de machtiging moet dit vermelden.

## Bijzondere plaatsen
In de wet zijn 3 categorieën met bijzondere plaatsen opgenomen die onder bepaalde omstandigheden niet betreden mogen worden tenzij er sprake is van ontdekking op heterdaad (tekst letterlijk overgenomen):
- In de vergaderruimten van de Staten-Generaal, van de staten van een provincie, van de raad van een gemeente of van enig ander algemeen vertegenwoordigend orgaan, gedurende de vergadering;
- In de ruimte bestemd voor godsdienstoefeningen of bezinningssamenkomsten van levensbeschouwelijke aard, gedurende de godsdienstoefening of bezinningssamenkomst;
- In de ruimten waarin terechtzittingen worden gehouden, gedurende de terechtzitting.

## Schadecompensatie
Een binnentreding kan achteraf onterecht blijken. Bijvoorbeeld: een binnentreding naar aanleiding van het vermoeden van een hennepkwekerij, terwijl er geen hennepkwekerij wordt aangetroffen. Vaak wordt bij dergelijke binnentredingen schade aangericht, bijvoorbeeld een geforceerde voordeur. Ook kan er sprake zijn van reputatieschade of een vorm van acute stressstoornis bij de bewoner(s) van het bewuste pand. Voor deze materiële en immateriële schade kan de politie alleen aansprakelijk worden gesteld indien binnentreding plaatsvindt bij iemand die zelf op dat moment geen verdachte was en ook niet betrokken was bij de verdachte. Dit is vastgesteld in een uitspraak van de Hoge Raad der Nederlanden in 2004. Daarnaast is er een wetswijziging in voorbereiding die ruimere schadevergoeding beoogt.